# Gouvernement Banomyong II
Thaïlande
15e cabinet
(Pridi Banomyong I) 17e cabinet
(Thawan Thamrongnawasawat I)
Le second gouvernement Pridi Banomyong (thaï : คณะรัฐมนตรีปรีดี พนมยงค์ 2) est le seizième gouvernement de la Thaïlande, entre le 11 juin et le 23 août 1946.
De nouveau dirigé par Pridi Banomyong, Premier ministre sortant, il est renommé chef du gouvernement à la suite de sa démission le même jour, le 11 juin. Son gouvernement est également nommé le jour même.
Le premier gouvernement Thawan Thamrongnawasat lui succède en août.

## Composition
- Par rapport au gouvernement précédent, les nouveaux ministres sont indiqués en gras.

### Premier ministre
- Premier ministre, ministre des Finances : Pridi Banomyong

### Ministres
- Ministre de la Défense : Jira Wichitsongkram
- Ministre des Affaires étrangères : Direk Chainam
- Ministre de l'Agriculture : Thawi Bunyaket
- Ministre des Transports : Saprang Thephasadin na Ayutthaya
- Ministre du Commerce : Kri Dechatiwong
- Ministre de l'Intérieur : Chuang Chawengsaksongkhram
- Ministre de la Justice : Thawan Thamrongnawasawat
- Ministre de l'Éducation : Duean Bunnag
- Ministre de la Santé publique : Chey Sunthornphiphit
- Ministre de l'Industrie : Thong-in Phuripat
- Ministres sans portefeuilles : In Bunnag, Panya Romyanon, Wirot Kamonphan

### Vice-ministres
- Vice-ministre de la Défense : Thuan Wichaikatkha
- Vice-ministre des Finances : Wichit Lulitanon

## Fin du gouvernement
Le gouvernement prend fin à la suite d'une seconde démission de Pridi Banomyong le 21 août 1946, prétextant des raisons de santé.